# Јован Максимовић
Јован Максимовић (Рума, 2. јануар 1864 — Београд, 28. август 1955) био је један од најзначајнијих преводилаца са руског на српски језик. Посебно се бавио превођењем дела Фјодора Михаиловича Достојевског, Лава Николајевича Толстоја, Антона Павловича Чехова и Ивана Сергејевича Тургењева. Поред руског преводио је и са немачког, латинског и старогрчког језика. Са немачког је између осталог превео Најлепше приче из класичне старине од Густава Шваба.

## Биографија
Јован Максимовић је рођен 2. јануара 1864. у Руми. Завршио је гимназију у Сремским Карловцима. За време школовања у Сремским Карловцима био је сарадник у часопису за децу Невен Јована Јовановића Змаја, са киме се до краја његовог живота дружио. Студирао је славистику у Будимпешти и Бечу, где је и докторирао код Ватрослава Јагића. Радио је као професор Треће мушке гимназије у Београду. Поред превођења писао је огледе о руској и српској књижевности.
Јован Максимовић је био ожењен Љубицом, ћерком Игњата Станимировића, ректора и једног од првих професора београдског лицеја. Са Љубицом је имао четири сина и једну ћерку и од њих осморо унучади: Радивоја (Петра и Јована), Бранка (Милана и Рајка), Љубомира и Милутина (Светлану и Тијану) те ћерку Видосаву (Ђорђа и Емилију). Умро је у Београду 28. августа 1955. године.

## Занимљивости
- Јован Максимовић је посетио Лава Николајевича Толстоја 1909. у Јасној Пољани.
- Познати руски сликар Степан Колесников, који је осликао плафон изнад гледалишта у згради Народног позоришта у Београду, је портретисао Јована Максимовића средином четрдесетих година двадестог века у дворишту породичне куће на Дедињу.
- Удружење књижевних преводилаца Србије сваке друге године додељује Награду из фонда „Др. Јован Максимовић” за најбољи превод руске књижевне прозе на српски језик.[9]